# Карл Нилсен
Карл Аугуст Нилсен (дан. Carl Nielsen; Сортелунг, 9. јун 1865 — Копенхаген, 3. октобар 1931) је био дански композитор.
Рођен је као седмо дете у сиромашној породици. Карл Нилсен се оженио 1891. Аном Маријом Карл-Нилсен. Имају кћер Ану Марију Фредерику Телмани. Композитор је приказан на новчаници од 100 данских круна.

## Дела
- Концерт за виолину и оркестар
- 6. симфоније
- Аладин